# Sør-Audnedals kommun
Sør-Audnedals kommun (norska: Sør-Audnedal kommune) var en kommun i Vest-Agder fylke i södra Norge. Kommunen omfattade ett område i den sydvästra delen av nuvarande Lindesnes kommun. Tätorten Vigeland utgjorde kommunens centralort.

## Administrativ historik
Sør-Audnedals kommun (Sør-Undals kommun) upprättades 1845 när den dåvarande kommunen Undal delades i två och de båda kommunerna Nord-Undal respektive Sør-Undal bildades. Kommunen hade 3 893 invånare vid upprättandet.
Den 1 januari 1899 bröts Spangereids kommun ut ur kommunen som då minskade från 4 692 invånare före delningen till 2 958 invånare efter.
Den 1 januari 1964 gick Sør-Audnedals kommun, tillsammans med kommunerna Spangereid och Vigmostad, upp i den då nybildade Lindesnes kommun. Kommunens hade då 2 323 invånare.